# 1. бањалучки полумаратон
1. бањалучки полумаратон или M:tel city race Banja Luka 2015 (М:тел градска трка Бања Лука 2015) спортска је манифестација одржана у Бањој Луци, 17. маја 2015. у дужини од 21 км.
Полумаратонска трка пролази кроз све најљепше дијелове града, а почиње и завршава на Тргу Крајине, а организатор је Тркачки рекреативни клуб „ТРК“ из Бање Луке. Такмичило се око 1.200 полумаратонаца из двадесетак земаља, а трка је почела у 10 часова. Стаза трке је потпуно равна. Интересантно за ову манифестацију је да жене добијају веће новчане награде од мушкараца.
Нектар забавна трка или Nektar fun run је забавна трка у дужини од 3 км. За разлику од полумаратонаца, који су своју стазу савладавали ногама, на овој трци је било доста бициклиста и родитеља који су гурали дјечја колица.